# Ghadīr Chumm

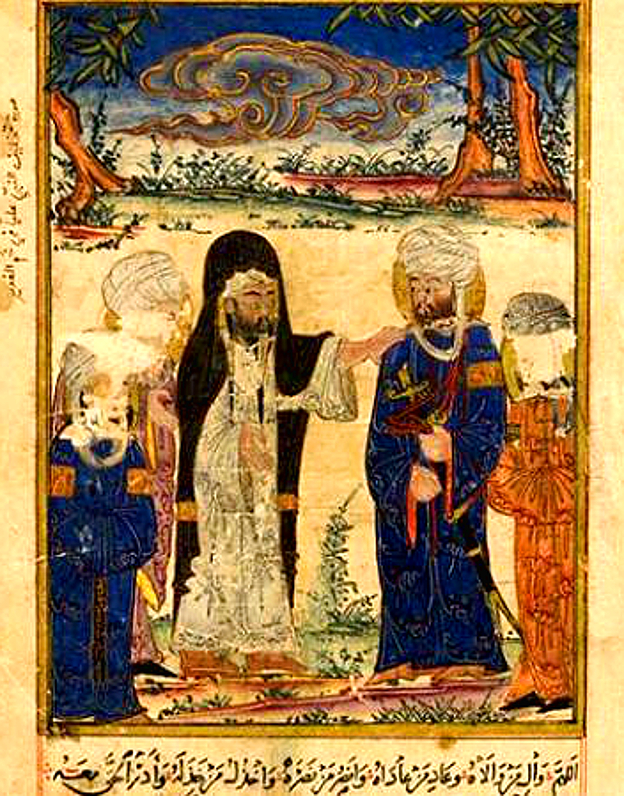
Darstellung der Designation Alis am Ghadir Chumm in einer ilchanidischen Handschrift von 1308/9 u. Z. Ali hält hierbei das Dhū l-faqār-Schwert in der Hand.

Ghadīr Chumm (arabisch ﻏﺪﻳﺮ ﺧﻢ, DMG Ġadīr Ḫumm), auch Ghadīr Khumm, ist der Name eines unbewohnten Ortes auf halbem Weg zwischen Mekka und Medina, an dem sich zur Zeit des Propheten Mohammed ein Teich oder Sumpf (arabisch ghadīr) befand. Der Ort, der 200 km nördlich von Mekka im Wadi Rabigh liegt, ist deshalb bedeutend, weil hier Mohammed nach der islamischen Überlieferung kurz vor seinem Tod im Jahre 632 im Angesicht der rastenden Muslime, angeblich über 100.000 an der Zahl, seinen Vetter ʿAlī ibn Abī Tālib an der Hand fasste und verkündete: „Jeder, dessen Herr ich bin, der hat auch ʿAlī zum Herrn“ (man kuntu maulā-hu fa-ʿAlī maulā-hu).
Die Schiiten betrachten diese Worte als Designation ʿAlīs zum rechtmäßigen Nachfolger des Propheten. Mohammeds Ausspruch wird auch in einigen sunnitischen Hadith-Sammlungen überliefert, von den Sunniten jedoch nicht als Designation ʿAlīs interpretiert.
Der Tag, an dem Mohammed diesen Aussprach tat, wird allgemein auf den 18. Dhu l-hiddscha des Jahres 10 nach der Hidschra (16. März 632) datiert. Spätere schiitische Dynastien – Buyiden und Fatimiden – erhoben deswegen den 18. Dhu l-Hiddscha zum Festtag bzw. Nationalfeiertag. Noch heute gilt der Tag von Ghadīr Chumm als einer der höchsten schiitischen Festtage.
Der Hadith von Ghadīr Chumm existiert in zahlreichen Varianten, die zum Teil stark ausgeschmückt sind. Nach einer über die schiitischen Imame überlieferten Variante, die der ostiranische Gelehrte Abū l-Maʿālī in seinem 1092 abgefassten Kitāb Bayān al-adyān anführt, machte Mohammed in seiner Rede am Ghadīr Chumm die große Bedeutung der Prophetenfamilie für die Erlösung der Menschheit mit folgendem Bild deutlich: Gott habe zahlreiche Bäume erschaffen, Mohammed und ʿAlī seien von einem Baum, er selbst bilde die Wurzel, ʿAlī den Stamm, seine Söhne Hasan und Husain die Früchte, die Schiiten die Zweige und Blätter. Jeder, der diese Zweige ergreife, werde erlöst; wer dies nicht tue, gehe zugrunde.